# Castillo de Restábal
El castillo de Restábal es una fortaleza de época nazarí, situada junto a la localidad de igual nombre, perteneciente al municipio de El Valle,   en la provincia de Granada, comunidad autónoma de Andalucía, España. 

## Descripción
Se sitúa en una loma, llamada Del Castillo, a un kilómetro del núcleo urbano, sobre el Barranco de los Siete Años, y se accede al lugar por una vereda que parte del barrio del Calvario.
Actualmente se conservan varios lienzos de muralla y restos de dos torres. El resto más importante es un gran aljibe de planta rectangular, con cuatro naves paralelas, que están comunicadas mediante dos arcos de herradura apoyados en pilares, construidos en ladrillo enlucidos en rojo. Actualmente tiene una altura de 3,20 m hasta la clave de la bóveda más alta, aunque es posible que su altura original fuera mayor y esté parcialmente soterrado.
En la zona oeste se mantienen paños de muro y una torre rectangular, almenada. La obra es de mampuesto y hormigón.

## Datación
La torre ha sido datada en la época de Yusuf I o Muhammad V, reyes de la dinastía nazarí, formando parte de un programa de reforzamiento militar desarrollado por ambos monarcas. La misión de este castillo era, por un lado, controlar el gran número de alquerías existentes en el valle, muchas de ellas muradas; por otro, y quizás el principal, el control de la vía de comunicación desde Granada hasta la costa, que pasaba por Restábal, Pinos del Valle y Los Guájares.